# Ritterkanton Gebürg

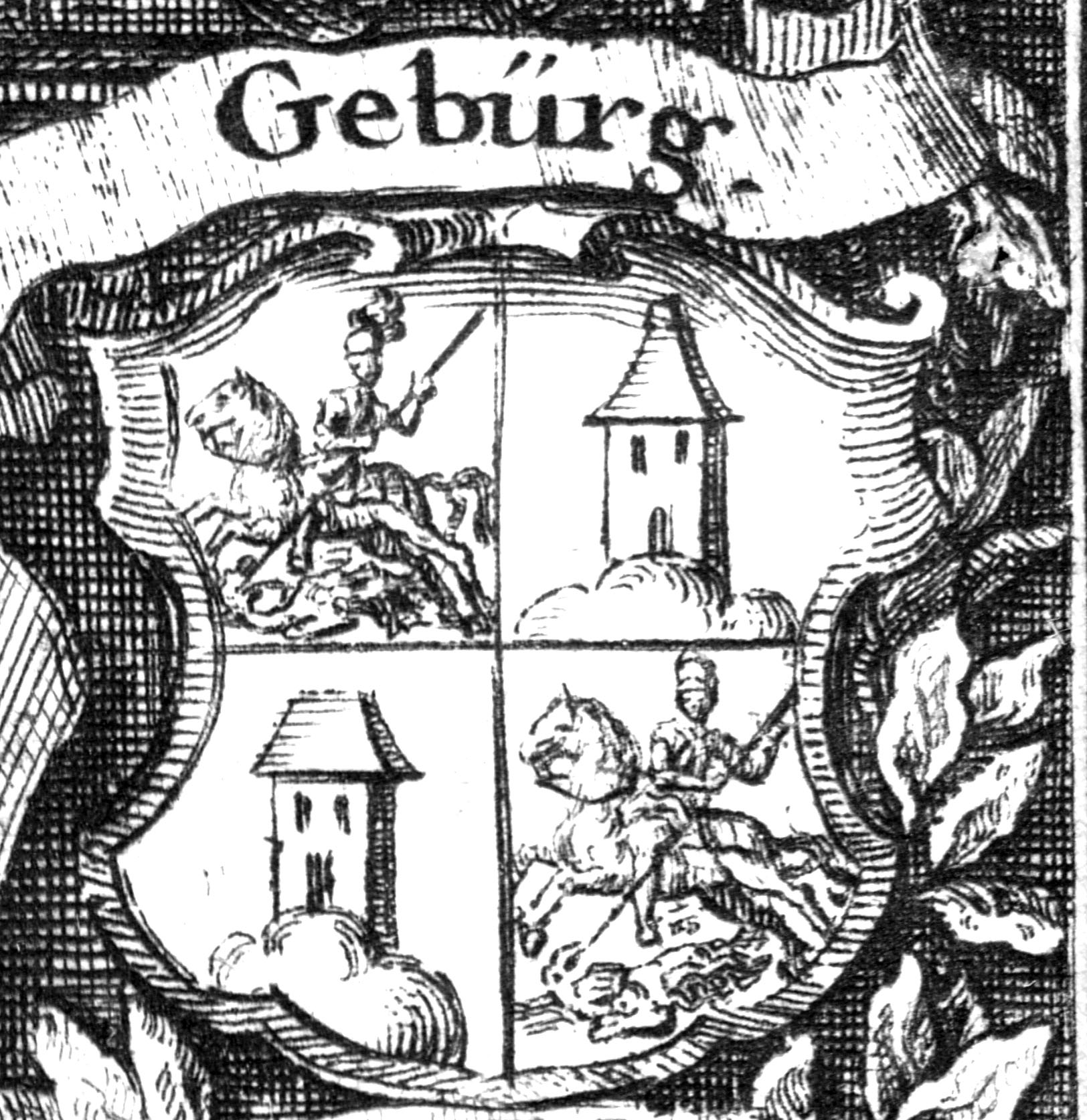
Codex diplomaticus equestris cum continuatione, oder Reichs-Ritter-Archiv, 1721

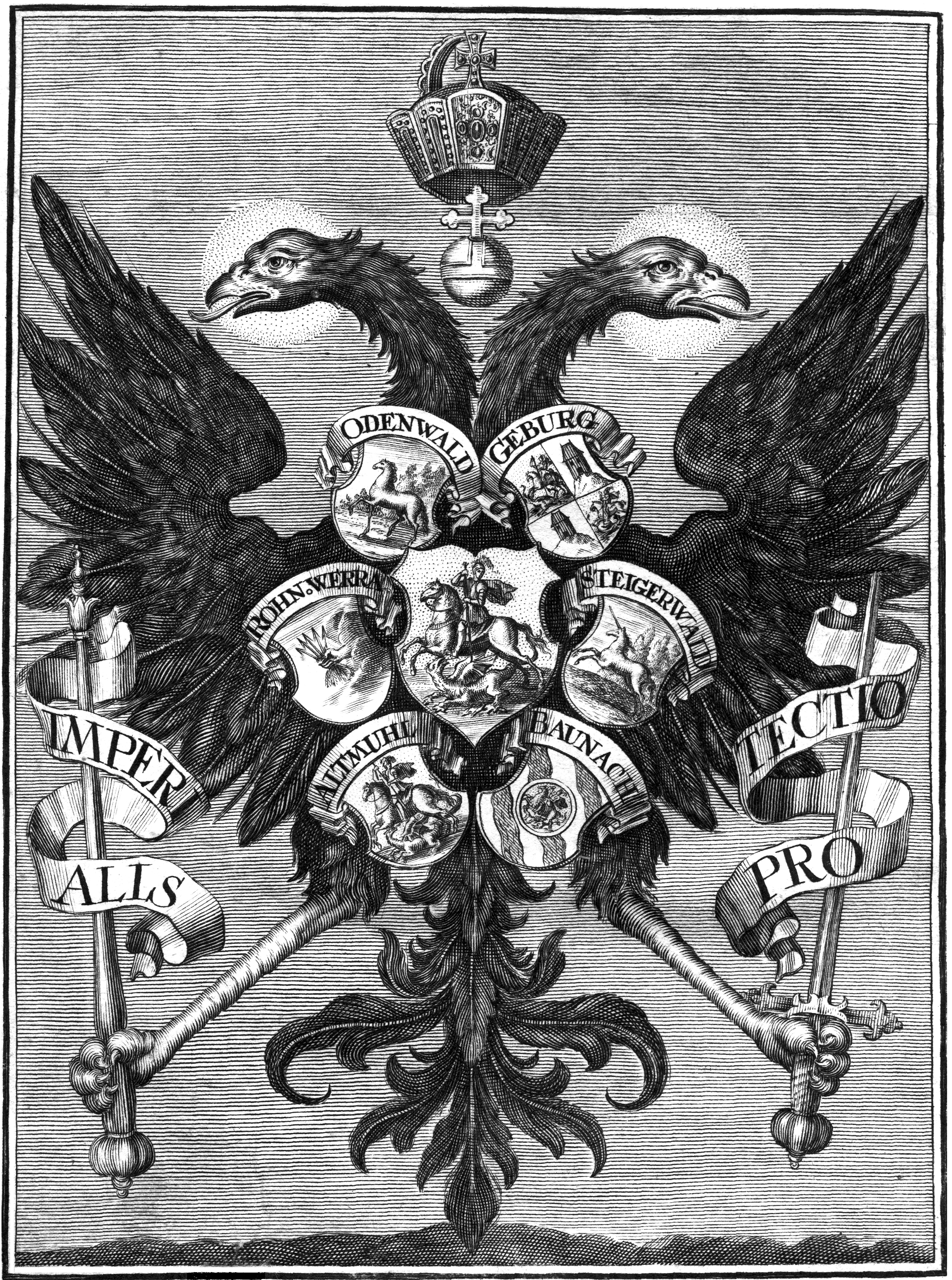
Des heiligen Römischen Reichs ohnmittelbahr = Freyer Ritterschafft Der Sechs Ort in Francken, 1720

Als Ritterkanton Gebürg (oder Gebirg) wird eine Gemeinschaft ritterlicher Adelsfamilien bezeichnet, die seit dem hohen Mittelalter als Dienstmannen verschiedener Reichsfürsten in die Ministerialität aufgestiegen waren und bis zur Mediatisierung der Ritterschaft bzw. der Regionalfürstentümer zu Beginn des 19. Jahrhunderts die Lehensherrschaft über zahlreiche Ortschaften und Güter innehatten. Der Ritterkanton Gebürg umfasste großräumig die Landschaft der Fränkischen Schweiz (früherer Name: Muggendorfer Gebürg) und das Fichtelgebirge. Die reichsritterschaftlichen Territorien und damit auch der Ritterkanton Gebürg wurden 1806 aufgelöst.

## Räumliche Ausdehnung
Zu den Kernräumen des Kantons Gebürg zählten die Fränkische Schweiz und der Frankenwald; im 16. Jahrhundert gehörten dazu auch das Vogtland und das Fichtelgebirge. Im Norden gehörten ab Lichtenfels alle Rittergüter nördlich des Mains zum Kanton; im Westen und Süden bildeten die Regnitz und die Pegnitz die Trennlinie zu den Kantonen Steigerwald und Altmühl.

## Gliederung der Ritterkreise
Die freie Reichsritterschaft in Deutschland gliederte sich seit dem 16. Jahrhundert in einen rheinischen, einen Fränkischen und einen Schwäbischen Ritterkreis, die sich wiederum aus verschiedenen Kantonen zusammensetzten. Der Ritterkanton Gebürg gehörte dem Fränkischen Ritterkreis an und hatte seine Kanzlei in Bamberg. Im Jahr 1700 wurde das Schloss Kunreuth Sitz der Kanzlei.

## Entstehung
Während des gesamten 15. Jahrhunderts lassen sich in vielfältiger Form und zumeist anlassbezogen supraterritoriale wie territoriale Einungsbestrebungen des Ritteradels in Franken nachweisen. Vorreiter war sicherlich die würzburgische Stiftsritterschaft, die sich genossenschaftlich geeint den Territorialisierungsbestrebungen der Würzburger Bischöfe entgegenstemmte.
Die ritterschaftlichen Familien im Umfeld des Hochstifts Bamberg und des Markgraftums Brandenburg-Kulmbach fanden besondere Bedingungen vor, da beide Fürstentümer räumlich eng verzahnt waren und politisch erst verspätet die territoriale Integration „ihrer“ Ritterschaft versuchten. Zumindest die führenden ritteradeligen Familien dieser Region, die seit mindestens zwei Jahrhunderten intensive Kontakte zu beiden Fürstentümern pflegten, verstanden sich vorwiegend als „gebürgische Ritterschaft“ und traten – sporadisch – auch als solche auf. So gehörte das „bambergische Gebirg“ zu den landschaftlichen Untergliederungen des gesamtdeutschen Ritterbundes 1431 während der Hussitenkriege. 1464 wandten sich 134 Ritteradelige der „Ritterschaft auf dem Gebirge“ in einem Schreiben an den Bischof von Würzburg. Sie protestierten u. a. gegen die ungnädige Behandlung der Standesgenossen durch diesen und forderten ihn auf, das Friedensgebot des Bamberger Bischofs anzunehmen.

## Ausscheiden der vogtländischen Ritterschaft
Ladungsschreiben und Steuereinnehmerlisten ab dem frühen 16. Jahrhundert wie auch die Rittermatrikel von 1580 zeigen eindeutig, dass der vogtländische Adel im 16. Jahrhundert genauso zur reichsritterschaftlichen Bewegung, zum Kanton Gebürg, gehörte wie andere fränkische Adelsfamilien. Allerdings wurde der vogtländische Adel bei den Rittertagen des Kantons in den 1580er Jahren zunehmend Gegenstand heftiger Diskussionen. Dies muss auf die aggressive, auch vor Verhaftungen nicht zurückschreckende Politik des Markgrafen Georg Friedrich von Brandenburg-Kulmbach (reg. 1557–1603) zurückgeführt werden. Dieser wollte vor allem Adelsherrschaften im Hofer und Wunsiedler Raum in das Landsassiat und damit in die Vasallenschaft drängen. Bei den Rittertagen des Kantons Gebürg wurde trotz der besonderen Situation entschieden, dem vogtländischen Adel keine Sonderrolle zukommen zu lassen. Die Aussage auf einem Rittertag von 1593, die Masse des vogtländischen Adels habe offenbar die Bindung zum Kanton Gebürg verloren, zeigt, wie erfolgreich die markgräfliche Politik war.
1615 unterwarf sich der vogtländische Adel vertraglich (Submissions-Agnitions-Rezess) der landesherrlichen Obrigkeit des Markgrafen von Brandenburg-Kulmbach, wofür der Landesherr deren korporativen Zusammenschluss zur Vogtländischen Ritterschaft sanktionierte und ihr einen eigenen verfassungsrechtlichen Status verlieh. Zudem gewährte er den einzelnen Herrschaftsträgern besondere Privilegien wie die Religions- und Steuerfreiheit sowie die Beibehaltung bisheriger Jurisdiktions- und Immunitätsgerechtsame. Dass diese Politik „mit Zuckerbrot und Peitsche“ von Erfolg gekrönt war, kann nur mit der besonderen Lage der vogtländischen Güter innerhalb des relativ geschlossenen Herrschaftsbereichs der Markgrafen im Norden und Osten des Markgraftums, das zudem in dieser Region an Fürstentümer mit ebenfalls landsässiger Ritterschaft grenzte, erklärt werden. Daraus ergab sich ein zum Teil völlig anderes soziales und politisches Profil der Familien als jener im „Gebürg“ oder im Bamberger und Forchheimer Raum, was sich u. a. in der fehlenden Teilhabe an den Domkapitelsposten in Bamberg und Würzburg, den Möglichkeiten des Konnubiums oder der fehlenden Bindung zum Bamberger Lehenhof ausdrückte.
Die vogtländische Ritterschaft des Markgraftums Brandenburg-Bayreuth-Kulmbach organisierte sich in einem Hofer (Landeshauptmannschaft Hof) und einem Wunsiedler Bezirk (Amtshauptmannschaft Wunsiedel). 1663 schlossen sich Teile des bisher reichsunmittelbaren Ritteradels des Bayreuther Raumes mittels eines „Assoziations-Rezesses“ dem Korpus des vogtländischen Adels an und schwächten so den Kanton Gebürg aufs Neue. Vorausgegangen waren weitere, vom Markgrafen für seinen landsässigen Adel erlassene wirtschaftliche Vergünstigungen.

## Ende des Kantons
Nach der Übernahme der Herrschaft im Hochstift Bamberg Ende November 1802 besetzten kurpfalz-bayerische Truppen im Dezember gewaltsam die im oder zwischen dem Hochstift Bamberg und dem Fürstentum Bayreuth liegenden reichsritterschaftlichen Güter. Es wurden Besitzergreifungspatente in den Rittergütern angebracht und bei Gegenwehr Gewalt angewendet. Durch wirtschaftliche und rechtliche Maßnahmen wurde versucht, die Reichsritter entscheidend zu schwächen und ihre Untertanen gegen sie aufzubringen. Im November 1803 übersandte man ihnen Huldigungsformeln und forderte zur Leistung des Untertaneneids auf, da man der Meinung war, die Reichsritter hätten ihre Landeshoheit völlig zu Unrecht erworben. Dies führte zu großen Protesten in der gesamten Ritterschaft. Zahlreiche Adelsfamilien sandten die Huldigungsformulare mit dem Verweis auf ihre reichsunmittelbare Stellung unausgefüllt zurück. Ein letztes Mal setzte sich der Kaiser unter Androhung der Reichsexekution erfolgreich für seine Reichsritter ein. Kurfürst Max IV. Joseph (reg. 1799–1825, König ab 1806) musste im Februar 1804 alle Verordnungen gegen die Reichsritterschaft aufheben, die einzelnen Ritter von ihren Eiden entbinden und die unter Sequester (Zwangsverwaltung durch den Kanton) gestellten Güter lösen.

## Adelsfamilien im Kanton Gebürg
Bis 1806 gehörten dem Ritterkanton Gebürg im Laufe der Jahre folgende Adelsfamilien an:
- Ahorn 1529
- Freiherren von Aufsess zu Freienfels auf Freienfels (auch 1529)
- Arnim
- Bayersdorff († vor 1747)
- Berg 1529
- Bibra
- Blanckenfels († vor 1747)
- Brandt (Brand) (1529; † vor 1747)
- Bünau
- Cappel 1529
- Dobeneck 1529
- Drossendorf († vor 1747)
- Dürriegel von Riegelstein (Türriegel) († vor 1747)
- Ebner von Eschenbach
- Egloffstein 1529
- Feilitzsch 1529
- Förtsch von Thurnau (1529; † vor 1747)
- Fuchs 1529
- Geilsdorf 1529
- Giech 1529
- Geuder von Heroldsberg
- Gottsfeld 1529
- Gotsmann/Gotzmann von Thurn zu Neuhaus, Büg, Brand und Stopfenheim (1042; † 1611)
- Groß von Trockau 1529
- Grün 1529
- Guttenberg 1529
- Haidnob 1529
- Haßlach (1529; † vor 1747)
- Haueisen 1529
- Henlein 1529
- Herdegen 1529
- Hetzeldorff (1529; † vor 1747)
- Heußlein von Eußenheim (Heuslein von Eußenheim) – Rittergut Schönfeld, Schloss Sachsendorf
- Hirschhaid 1529
- Hirschberg (1529 als Hirsberg)
- Holzschuher von Harrlach
- Imhoff 1529
- Königsfeld (1529; † vor 1747)
- Kotzau 1529
- Krebs 1529
- Herren von Künsperg auf Danndorf
- Freiherren von Künsperg zu Nagel auf Schernau und auf Thurnau (auch 1529)
- Leineck (1529; † vor 1747)
- Herren von Lichtenfels genannt Weingarten
- Lindenfels
- Lochner von Hüttenbach 1529
- Löffelholz 1529
- Lüschwitz/Löschwitz († vor 1747)
- Lüchau 1529
- Oelhafen von Schöllenbach
- Redwitz (Marktredwitz)
- Marschalle von Ebneth (1529; † vor 1747)
- Mengersdorf (1529; † vor 1747)
- Mengersreuth (1529; † vor 1747)
- Mistelbach (1529; † vor 1747)
- Modschidler von Gerau (Görau(Weismain)) († vor 1747)
- Muffel von Eschenau/Ermreuth
- Nanckenreuth (1529; † vor 1747)
- Neideck († vor 1747)
- Neustädter genannt Stürmer (auch 1529; † vor 1747)
- Ochs von Gunzendorf (1529; † vor 1747)
- Pallast († vor 1747)
- Plassenberg (Blassenberg) (1529; † vor 1747)
- Freiherren von Pölnitz auf Aspach
- Potzlinger 1529
- Puntzendorff († vor 1747)
- Rabenstein 1529
- Rabensteiner zu Döhlau (1529 als Rabensteiner)
- Raitenbach 1529
- Rauschner 1529
- Herren von Redwitz auf Schmölz (auch 1529)
- Reitzenstein 1529
- Rorer 1529
- Rüsenbach (1529; † vor 1747)
- Schaumberg 1529
- Freiherren Schirndinger von Schirnding 1529
- Schlammersdorf
- Schönfeld
- Schütz 1529
- Seckendorff 1529
- Sparneck 1529
- Stiebar von Buttenheim (auch 1529)
- Streitberg (1529; † vor 1747)
- Truppach († vor 1747)
- Tucher von Simmelsdorf
- Varell
- Voit von Rieneck
- Freiherren von Waldenfels (Wallenfels) 1529
- Wallenrode
- Wampach 1529
- Waischenfeld († vor 1747)
- Weiß 1529
- Welser von Neunhof und zu Beerbach
- Weyer 1529
- Wichsenstein (1529; † vor 1747)
- Wiesenthau 1529
- Wildenstein 1529
- Wirßberg (Wirsberg) (1529; † vor 1747)
- Würtzburg 1529
- Zedtwitz 1529
- Zeyern 1529
- Zollner vom Brand († vor 1747)

## Ritterhauptmänner
Als Ritterhauptmänner sind überliefert:
- 1496 Kunz von Wirsberg
- 1562 Hans Joachim Stiebar
- 1596 Sitz von Streitberg
- 1598 Albrecht Eitel von Wirsberg
- 1607 Achatz von Guttenberg
- 1610 Hans Dietrich Marschalk
- 1612 Wolf Endres Stiebar von Buttenheim
- 1617–1621 Hans Adam von Wirsberg
- 1623 Wolf Wilhelm von Rabenstein
- 1635 Hans Philipp Geuder
- 1639 Vakant
- 1652 Christian Friedrich von Rabenstein
- 1660 Georg Enoch von Guttenberg
- 1678, 1684–1695 Karl Christian von Giech
- Nach 1684, 1692 Karl Ludwig von Rußwurm auf Greifenstein
- Vor 1718 Christoph Friedrich von Rabenstein
- 1721–1733 Karl Maximilian von Egloffstein
- ?–1742 Peter Johann Albrecht von und zu Rabenstein
- 1742 Karl Siegmund Philipp von Redwitz
- 1743 Philipp Friedrich von Aufsess
- 1743–1749 Marquard Karl Ludwig von Guttenberg
- 1750–1779 Karl Anton von Pölnitz
- 1779–1790 Johann Franz Schenk von Stauffenberg
- 1790–1797 Adam Friedrich Alois Franz Georg Schenk von Stauffenberg
- 1797–1802 Adam Friedrich Schenk von Stauffenberg[6]

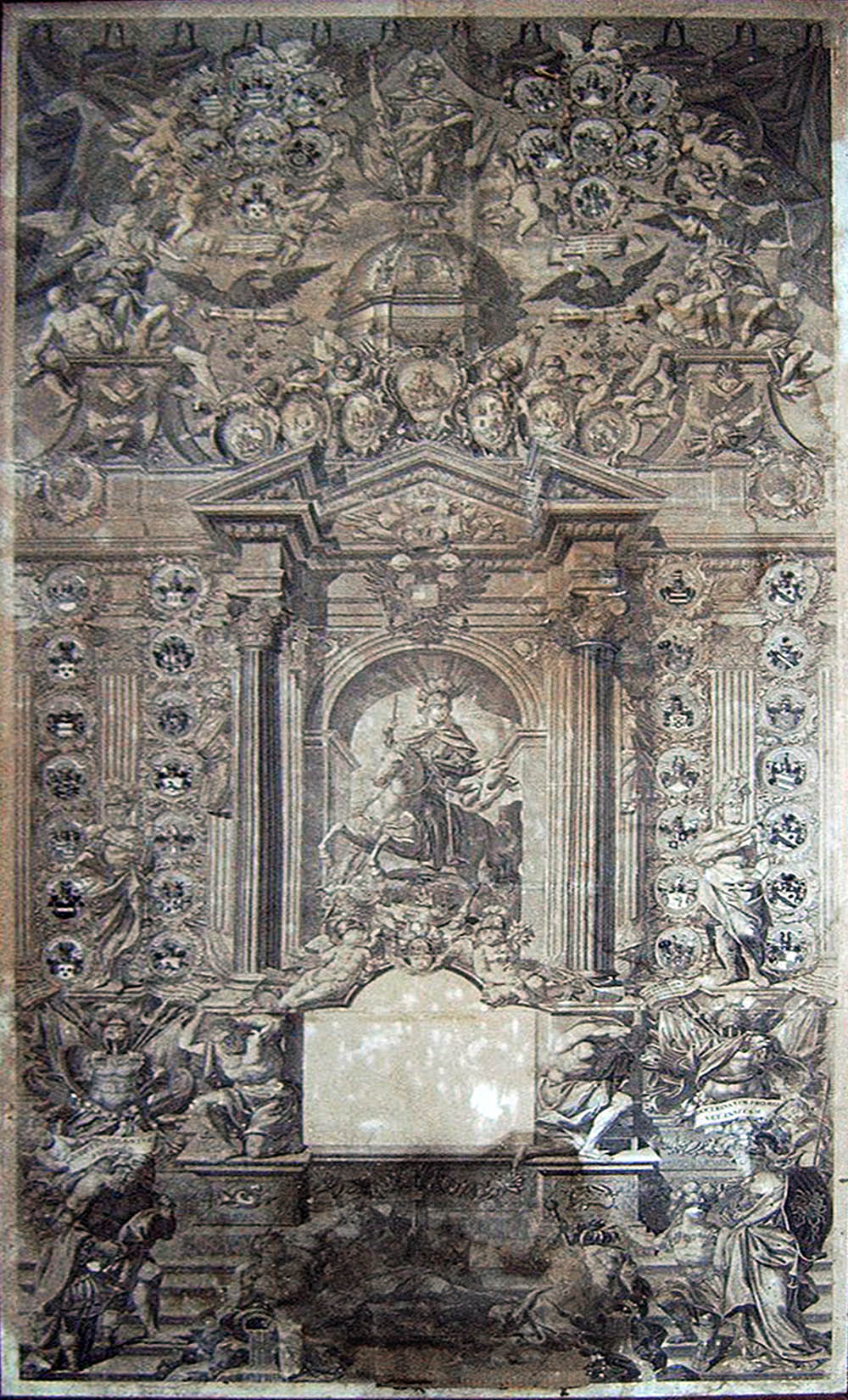
Reichesritterlicher fränkischer Kantonskalender, Archiv Burg Hornberg. Stich, 167 × 85 cm